# Parafia Najświętszej Maryi Panny Wniebowziętej w Bruśniku
Parafia Najświętszej Maryi Panny Wniebowziętej w Bruśniku – parafia rzymskokatolicka znajdująca się w diecezji tarnowskiej, w dekanacie ciężkowickim. 

## Historia
Parafia w Bruśniku powstała przed rokiem 1346, wymieniania jest w spisach dekanatu sądeckiego. Spisy opłat świętopietrza przekazują, że parafia płaciła 3 grzywny, tj. 720 denarów; parafia wówczas liczyła ok. 1200–1300 osób. Pierwszy kościół w Bruśniku zbudowano na przełomie XV i XVI wieku. Około 1901 został częściowo rozebrany i zastąpiony obecną świątynią, której budowa zakończyła się ok. 1903 roku.
W kościele parafialnym znajduje się łaskami słynący wizerunek Matki Bożej Bruśnickiej. Świątynia została podniesiona do godności sanktuarium Matki Bożej Wniebowziętej – Bruśnickiej 15 sierpnia 2014 roku, a uroczystościom przewodniczył biskup tarnowski Andrzej Jeż.
W skład terytorium parafii (już od 1346) wchodzi Bruśnik oraz część miejscowości Falkowa i Siekierczyna.

## Proboszczowie
Ostatnimi proboszczami bruśnickiej parafii byli:
- ks. Ludwik Kowalski (1809–1847)[6]
- ks. Wojciech Kowalik (1847–1861)[7]
- ks. Józef Nowak (1861–1882)[8]
- ks. Józef Lenartowicz (1882, administrator)[9]
- ks. Wojciech Dutkowski (1883–1932)[10]
- ks. Józef Grabowski (1932–1963)[11]
- ks. Władysław Kurdziel (1963–1995)
- ks. Sylwester Krużel (1995–2018)[12]
- ks. Piotr Gawenda (2018–2024)[13]
- ks. Andrzej Kmiecik (2024 – obecnie)[14]